# Teatre Blas Infante
El Teatre Blas Infante és un centre cultural i teatre de Badalona (Barcelonès). Està situat al carrer Andrés Segovia, al barri de Sant Mori de Llefià, sent l'únic dels teatres públics de Badalona que no es troba al barri del Centre.
El seu origen és l'antic Cinema Badalona, que va ser fundat el 1947. Durant molts anys, aquesta sala de cinema va ser un dels centres lúdics i socials de la perifèria de Badalona, especialment per als barris de Llefià, La Salut i Artigues.
L'any 2003 es va convertir en centre cultural i va ser la seu de diverses entitats de cultura andalusa, per la qual cosa va acabar rebent el seu nom, de l'andalús Blas Infante. Posteriorment, el 2009, va ser totalment remodelat i adaptat, eliminant-ne les barreres arquitectòniques. Actualment és la sala de teatre amb més aforament, tres més que el Zorrilla, però amb la diferència que el Blas Infante permet una millor visibilitat perquè totes estan a platea i la inclinació del pati de butaques.